# Марк Фослий Флакцинатор (трибун)
Вижте пояснителната страница за други личности с името Марк Фослий Флакцинатор.
Марк Фослий Флакцинатор (на латински: Marcus Foslius Flaccinator) е консулски военен трибун през 433 пр.н.е. заедно с Марк Фабий Вибулан и Луций Сергий Фидена.